# Переровский сельсовет
Переро́вский сельсовет (белор. Перароўскі сельсавет) — упразднённая административная единица на территории Житковичского района Гомельской области Республики Беларусь. Административный центр — деревня Переров.

## История
Переровский сельский Совет депутатов образован в 1924 году.
Расположен в 45 км от районного центра.
На территории сельсовета в деревне Переров находится памятник погибшим в годы Великой Отечественной войны.
11 января 2023 года Озеранский и Переровский сельсоветы Житковичского района Гомельской области объединены в одну административно-территориальную единицу — Озеранский сельсовет, с включением в его состав земельных участков Переровского сельсовета.

## Состав
Переровский сельсовет включает 4 населённых пункта:
- Переров — деревня
- Переровский Млынок — деревня
- Хлупин — деревня
- Хлупинская Буда — деревня